# Wiseppe
Wiseppe is een gemeente in het Franse departement Meuse (regio Grand Est) en telt 115 inwoners (2009). De plaats maakt deel uit van het arrondissement Verdun en ligt aan de rivier de Maas.

## Geografie
De oppervlakte van Wiseppe bedraagt 5,8 km², de bevolkingsdichtheid is dus 19,8 inwoners per km². De gemeente ligt aan de Wiseppe een kleine zijrivier van de Maas.
De onderstaande kaart toont de ligging van Wiseppe met de belangrijkste infrastructuur en aangrenzende gemeenten.

## Demografie
Onderstaande figuur toont het verloop van het inwonertal (bron: INSEE-tellingen).